# Rivolta dei Turbanti Gialli
La rivolta dei Turbanti Gialli, anche nota come rivolta delle Sciarpe Gialle (黃巾之亂T, 黄巾之乱S, Huángjīn zhī luànP) fu una rivolta contadina che segnò il definitivo declino in Cina della dinastia Han, segnando poi l'inizio dell'epoca dei Tre Regni.

## Ragioni della rivolta
L'imperatore Han Ling, sovrano dal 168 d.C., si era caratterizzato per la debolezza di carattere. Assurto al trono ancora minorenne, venne posto sotto la reggenza della madre e, divenuto adulto, gli vennero affiancati come consiglieri dieci eunuchi, tra i quali il più eminente era Zhang Rang. L'incapacità e la corruzione dell'una e degli altri, i quali assieme detenevano il potere reale, condussero il paese alla crisi.
Per guadagnarsi il favore dei governatori e per coprire le enormi spese che la loro vita dispendiosa a corte richiedeva, iniziarono a concedere loro titoli e cariche in cambio di danaro, aumentandone progressivamente il potere sino a renderne ereditarie le funzioni. In questo modo le province dell'impero cinese divennero de facto indipendenti, pur continuando ad omaggiare il potere centrale. Questa indipendenza di fatto indusse numerosi signori locali a condurre autonome iniziative militari, spesso gli uni contro gli altri, generando uno stato di guerra a bassa intensità.
A questa situazione di anarchia e rapida feudalizzazione si affiancò una diffusa sensazione di disagio sociale tra i contadini, dovuta in larga parte a una serie prolungata di cattivi raccolti, causati da siccità, carestie e dall'indifferenza del governo centrale nei confronti del popolo.

## Origine e acme della rivolta
Nel 184 d.C. centinaia di migliaia di contadini (un numero stimato essere 300 000 unità) si ribellarono contro il potere centrale. Causata dal disagio sociale, la rivolta ebbe per guida spirituale e militare Zhang Jiao, fondatore della setta religiosa Tàipíng (太平T, lett. "Grande Pace") d'influenza taoista. Questi predicò l'avvento di una nuova era, la perdita del mandato del cielo da parte della dinastia Han, che dunque andava deposta, e la creazione di una società ideale di stampo egualitario, da ottenersi mediante la violenza. In questo fu coadiuvato dai fratelli, Zhang Liang e Zhang Bao, che divennero i suoi più importanti generali. I rivoltosi, "per farsi identificare dal Cielo", adottarono per divisa e simbolo delle bande color giallo fasciate attorno alla testa, indicate, a seconda dell'autore, come turbanti o sciarpe.
La rivolta si estese rapidamente in tutta la Cina, e i signori feudali, capendo e osservando come la rivolta era diretta in primo luogo contro di loro, considerati a ragione causa delle vessazioni subite dai contadini e visti come parte di un sistema che si voleva abbattere, si unirono e, agendo formalmente in nome dell'imperatore Ling, vinsero nel 185 d.C. i Turbanti Gialli, ma gl'ultimi centri dell'insurrezione furono definitivamente arginati qualche anno dopo. Nella battaglia perirono tanto Zhang Jiao quanto i suoi fratelli.

## Declino dei Turbanti Gialli
Privata delle sue guide spirituali, la rivolta perdette il carattere di priorità della politica cinese, tanto che si riteneva che i Turbanti Gialli non fossero più in grado di abbattere l'impero e le sue strutture. Tuttavia la setta di Zhang Jiao continuava ad attirare decine di migliaia di proseliti e ampie zone rimanevano nelle loro mani.
In luogo di una campagna generale, come quella svoltasi nel 185 d.C., negli anni '80 e '90 del II secolo i signori locali condussero numerose campagne tra loro non coordinate e a portata locale. Tra questi, nel 195 d.C. Cáo Cāo ottenne una notevole vittoria vincendo He Man, tra gli ultimi notevoli generali dei Turbanti Gialli. Questi sopravvissero ancora, principalmente nella forma di estese e organizzate bande di banditi e briganti, tra cui è molto nota quella di Han Xian.
Nel 205 d.C. fu proprio Cao Cao a dare il colpo di grazia alla rivolta, e, nel corso della sua campagna nel nord della Cina contro gli eredi di Yuan Shao, ottenne la resa dei capi di queste bande, che si unirono al suo esercito.